# 新界區專線小巴114A、114B線
新界區專線小巴114A線，由潤隆創建營辦，循環來往將軍澳站及海天晉，其走線呈順時針方向，依次途經尚德邨（9:00-19:00）、將軍澳廣場、怡明邨、播道書院、海翩滙、Monterey、海天晉及天晉II。
新界區專線小巴114B線，由潤隆創建營辦，循環來往調景嶺站及藍塘傲，其走線呈順時針方向，依次途經彩明苑、將軍澳中心及藍塘傲。

## 歷史
基於將軍澳市中心南部多個大型屋苑相繼落成，為配合該區人口增長，運輸署2017年5月計劃開辦114A線及114B線，後於2017年7月28日，公開招標3組共4條專綫小巴新路線的經營權，當中包括114A線與被編入同一組招標的114B線。
- 2018年4月15日：114A及114B線投入服務。[6][7]
- 2019年8月18日：114A線往每日9:00至19:00，繞經尚德邨。[8]

## 收費
- 全程收費：$3.9
  - 將軍澳中心往藍塘傲（114B）：$2.0

| - 此路線大小同價。 - 65歲或以上長者使用長者或個人八達通（包括「樂悠咭」），合資格殘疾人士使用「殘疾人士身份」個人八達通，以及60至64歲香港居民使用「樂悠咭」繳付車資，均可享有每程劃一$2.0的政府長者及合資格殘疾人士公共交通票價優惠計劃。 - 乘客可以現金或八達通卡於上車時付款，不設找贖。 - 持八達通卡的學生優惠收費：$1.9 |

## 行車路線
114A
途經：唐德街、#唐賢街、#唐明街、#迴旋處、#唐明街、唐俊街、寶邑路、至善街、唐俊街、迴旋處及唐俊街
| 1 |        | 將軍澳站                 |              |
| # | 唐賢街 | 將軍澳天主教小學         |              |
| # | 唐明街 | 尚德廣場                 |              |
| # | 唐俊街 | 佛教志蓮小學             |              |
| 2 | 寶邑路 | 將軍澳廣場               |              |
| 3 | 至善街 | 怡明邨、播道書院         |              |
| 4 | 唐俊街 | 海翩匯、Monterey、海天晉 | 循環線折返點 |
| 5 |        | 將軍澳站                 |              |

# 每日9:00至19:00繞經
114B
途經：景嶺路、彩明街、迴旋處、彩明街、景嶺路、翠嶺路、寶邑路、唐賢街及景嶺路
| 1 |        | 調景嶺站     |                      |
| 2 | 彩明街 | 彩明苑彩貴閣 |                      |
| 3 | 景嶺路 | 調景嶺站     |                      |
| 4 | 寶邑路 | 將軍澳中心   | 此站上車可享分段收費 |
| 5 | 唐賢街 | 藍塘傲       | 循環線折返點         |
| 6 |        | 調景嶺站     |                      |